# Christiaan August van Palts-Sulzbach
Christiaan August van Palts-Sulzbach (Sulzbach, 26 juli 1622 - Sulzbach, 23 april 1708) was een zoon van August van Palts-Sulzbach en Hedwig van Sleeswijk-Holstein-Gottorp. Hij werd in opvolging van zijn vader in 1632 paltsgraaf en later eerste hertog van Sulzbach. Door het vergelijk van Palts-Neuburg uit 1656 werd Neuburg-Sulzbach een zelfstandig hertogdom. Het omvatte naast Sulzbach zelf ook de heerlijkheid Breitenstein, de Neuburgse helft van Parkstein-Weiden, Floss en Vohenstrauß. Het hertogdom had echter geen zitting in het college van vorsten.
Onder de regering van Christiaan August werd de regeling opgeheven waarbij de onderdanen het geloof van hun vorst dienden aan te nemen. Door deze regeling had de bevolking van Sulzbach zeven keer van religie moeten veranderen. Christiaan August was een tolerant vorst. In 1666 stond hij vestiging van Joden toe. Sulzbach werd tijdens zijn regering een geestelijk centrum en er werden belangrijke drukkerijen opgericht.
Op 27 maart 1649 trouwde hij in Stockholm met Amalia van Nassau-Siegen (Slot Siegen, 2 september 1613 - Sulzbach, 24 augustus 1669). Zij was weduwe van Herman Wrangel af Salmis (Lijfland, 29 juni 1587 - Riga, 11 december 1643) en dochter van Johan VII van Nassau-Siegen en Margaretha van Sleeswijk-Holstein-Sonderburg. Zij hadden de volgende kinderen:
- Maria Hedwig Auguste (Sulzbach, 15 april 1650 - Hamburg, 23 november 1681). Zij trouwde achtereenvolgens:

1. op 3 juni 1665 trouwde zij per volmacht in de hofkapel van Sulzbach met aartshertog Sigismund Frans van Oostenrijk (Innsbruck, 27 november 1630 – Innsbruck, 15 juni 1665)
2. op 9 april 1668 in Sulzbach met Julius Frans van Saksen-Lauenburg (1641-1689)
- Amalie Maria Therese (1651-1721), non in Keulen
- Johan August Hiel (1654-1658)
- Christiaan Alexander (1656-1657)
- Theodoor Eustachius (1658-1732). Hij trouwde in 1692 met Marie Eleonore van Hessen-Rheinfels-Rotenburg (1675-1720).